# Дору-Міню

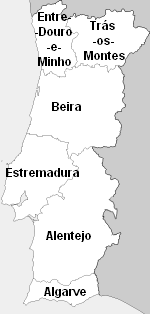
Старі португальські провінції

До́ру-Мі́ню, або Дурімі́нія (лат. Duriminia; порт. Entre-Douro-e-Minho, МФА: [ˈẽ.tɾɨ-ˈdo.ɾu-i-ˈmi.ɲu], «межиріччя Дору й Міню») — провінція Португальського королівства у XII—XIX століттях. За старим адміністративним поділом розташовувалася в північно-західній Португалії, у межиріччі річок Дору на півдні, Міню — на півночі й Тамеги — на сході. На заході виходила до Атлантичного океану. Існувала з середньовіччя. Первісно, до XVI століття, була комаркою. Історичний центр — місто Порту. Головні міста — Брага, Віана-ду-Каштелу. 1832 року поділена на дві частини: Міню з центром у Бразі, і Дору. 1936 року з на базі останньої частини постала провінція Дору з центром у Порту. Скорочено — Мі́ню, Межирі́ччя (лат. Interamnia).

## Назви
- Ду́рімінія, або Ду́рімінська прові́нція (лат. Duriminia, Duriminea; Prouincia Duriminia[2]) — від Дурія і Мінія, римських назв річок Дору та Міню[3][4][5].
- Межирі́ччя, або Межирі́чна прові́нція (лат. Interamnia; Provicia Interamnensis[2]) — латинська назва[3][5].